# Sonda Don Quijote
La sonda Don Quijote è stata una proposta per una missione a due veicoli in sviluppo dall'ESA e volta a determinare gli effetti dell'impatto di una sonda su un asteroide. Lo scopo della missione era capire se è possibile deflettere un asteroide che sia in rotta di collisione con la Terra facendolo impattare da un veicolo spaziale.
Il progetto della missione si componeva di due elementi: un orbiter (Sancho) ed un impactor (Hidalgo), che raggiungeranno indipendentemente l'obiettivo.
La fase di programmazione della missione avrebbe dovuto condurre ad un lancio nel 2011.
La missione prendeva il nome dal protagonista del romanzo di Miguel de Cervantes, Don Chisciotte, che attaccò un mulino a vento, ritenendolo un gigante. Come Don Chisciotte, la navicella Hidalgo "attaccherà" un oggetto molto più grande di se stesso. L'orbiter Sancho prende il nome dallo scudiero di Don Chisciotte, Sancho Panza, il quale preferiva rimanere indietro e guardare da distanza di sicurezza le imprese del suo padrone, ruolo assegnato anche alla sonda spaziale.
Don Quijote rimase solo un concetto di missione, tuttavia l'ESA proseguì lo studio di una missione di questo tipo collaborando con la sua controparte statunitense, la NASA, per una missione chiamata AIDA (Asteroid Impact and Deflection Assessment), che comprende due missioni consecutive ma indipendenti: DART ed Hera.